# Volker Braun
Volker Braun (* 7. květen 1939, Drážďany) je německý dramatik.

## Život a dílo
Po složení maturitní zkoušky vykonával řadu profesí např. dělníka, či strojníka, teprve posléze započal studium filozofie na univerzitě v Lipsku. V roce 1965 jej přivedla herečka Helena Weigelová, manželka Bertolta Brechta, k berlínskému divadlu Berliner Ensemble.
Za svoji literární tvorbu obdržel řadu literárních ocenění např. Literární cenu města Brémy (1986), či cenu Georga Büchnera (2000).

### České překlady (výběr)
- Leninova smrt; Společnost v přechodu: Komedie. 1. vyd. Praha: Dilia, 1988.120 S., 66 S. Překlad: Hanuš Karlach
- Tranzit Evropa; Siegfried; Ženské protokoly; Německý furor. 1. vyd. Praha: Dilia, 1988. 180 S. Překlad: Hanuš Karlach
- Tohle snad není všechno!: čtyři divadelní hry. 1. vyd. Praha: Mladá fronta, 1987. 277 S. Překlad: Hanuš Karlach